# Sächsisches Schulgesetz
Das Sächsische Schulgesetz, ursprünglich als Schulgesetz für den Freistaat Sachsen  erlassen, regelt die rechtlichen Grundlagen des Schulwesens im Freistaat Sachsen.

## Gesetzesstruktur
Das Gesetz ist wie folgt strukturiert:
- 1. Teil: Allgemeine Vorschriften (§ 1 – § 20)
  - 1. Abschnitt: Erziehungs- und Bildungsauftrag, Geltungsbereich (§ 1 – § 3b)
  - 2. Abschnitt: Gliederung des Schulwesens (§ 4 – § 17)
  - 3. Abschnitt: Religionsunterricht, Ethik: (§ 18 – § 20)
- 2. Teil: Schulträgerschaft (§ 21 – § 25)
- 3. Teil: Schulpflicht (§ 26 – § 31)
- 4. Teil: Schulverhältnis (§ 32 – § 39)
- 5. Teil: Lehrer, Schulleiter (§ 40 – § 42)
- 6. Teil: Schulverfassung (§ 43 – § 57)
  - 1. Abschnitt: Konferenzen (§ 43 – § 44)
  - 2. Abschnitt: Mitwirkung der Eltern (§ 45 – § 50a)
  - 3. Abschnitt: Mitwirkung der Schüler (§ 51 – § 57)
- 7. Teil: Schulaufsicht (§ 58 – § 62)
- 8. Teil: Landesbildungsrat (§ 63)
- 9. Teil: Schlussbestimmungen (§ 63a – § 65)

## Wesentliche Gesetzesinhalte

### Geltungsbereich
Das Gesetz gilt im Freistaat Sachsen für alle Schulen in öffentlicher Trägerschaft. Es gilt auch für Schulen in privater Trägerschaft, jedoch nur, wenn dies ausdrücklich bestimmt ist.

### Bildungs- und Erziehungsauftrag
Bildung und Erziehung erfolgen auf Grundlage des Grundgesetzes und der Sächsischen Verfassung. Jeder Schüler hat dabei Recht auf Erziehung und Bildung entsprechend seiner Fähigkeiten und Neigungen. Hierbei soll zur Entfaltung der Persönlichkeit beigetragen, christliche und westliche Werte vermittelt, Lernfreude erhöht und die Alltagsfähigkeit ausgebildet werden.

### Selbstständigkeit der Schulen
Schulen sind selbstständig in der Verwendung ihrer Mittel.

### Religion und Ethik
Der Religionsunterricht ist ein verpflichtendes Lehrfach. Wer an diesem nicht teilnehmen möchte, kann alternativ den Ethikunterricht besuchen.

### Kosten
Die Kosten für die Schule hat der Schulträger, oft eine Stadt, Gemeinde oder ein Landkreis, zu übernehmen. Schulgeld wird nicht erhoben.

### Erziehungs- und Ordnungsmaßnahmen
Erziehungsmaßnahmen sind das vorrangige Mittel zum Schutz von Personen und Sachen. Sie müssen sich immer unmittelbar auf Fehlverhalten in der Schule beziehen. Zu den Erziehungsmaßnahmen gehört auch die Beschlagnahme störender Gegenstände. Ordnungsmaßnahmen sind dahingegen das letzte Mittel der Schule.

### Mitwirkung
Es werden Vertretungen der Lehrer, Eltern und Schüler gebildet, die an der demokratischen Gestaltung des Schullebens in Konferenzen mitwirken.

## Geschichte
Ab September 1990 bis zum Inkrafttreten des Schulgesetzes galt die vorläufige Schulordnung. Das Sächsische Schulgesetz wurde erstmals am 3. Juli 1991 als Schulgesetz für den Freistaat Sachsen erlassen und 15 mal geändert. In der 16. Änderung wurde das Gesetz umbenannt, seitdem gab es fünf weitere Änderungsgesetze, von denen das letzte am 3. Juni 2021 in Kraft trat.